# Вилхелм II (Хесен-Касел)
Вижте пояснителната страница за други личности с името Вилхелм II.
Вилхелм II фон Хесен-Касел (на немски: Wilhelm II von Hessen-Kassel; * 28 юли 1777 в Ханау; † 20 ноември 1847 във Франкфурт на Майн), от Дом Хесен е от 1821 г. до смъртта си ландграф и курфюрст на Хесен-Касел и пруски генерал.
Той е вторият син на издигнатия през 1803 г. на курфюрст ландграф Вилхелм I фон Хесен-Касел (1743–1821) и съпругата му Вилхелмина Каролина от Дания (1747–1820), дъщеря на датския крал Фридрих V. По-големият му брат Фридрих (1772–1784) умира млад. Вилхелм получава военно обучение и следва известно време в Лайпциг и Марбург.
На 13 февруари 1797 г. той се жени в Берлин за принцеса Августа Пруска (1780–1841), дъщеря на пруския крал Фридрих Вилхелм II и Фредерика Луиза фон Хесен-Дармщат и сестра на крал Фридрих Вилхелм III. От 1815 г. съпрузите живеят отделно. Те имат децата:
- Вилхелм Фридрих Карл Лудвиг (1798–1802)
- Каролина (1799–1854)
- Луиза Фридерика (1801–1803)
- Фридрих Вилхелм I (1802–1875) ∞ Гертруда Леман (1806–1882)
- Мария Фридерика Христина (1804–1888(, ∞ 23 март 1825 Бернхард II, херцог на Саксония-Майнинген (1800–1882)
- Фридрих Вилхелм Фердинанд (1806–1806)

Вилхелм живее от 1812 г. с по-късната си съпруга Емилия Ортлеп (1791–1843), издигната 1821 г. на графиня фон Райхенбах и 1824 г. фон Лесониц. През 1830 г., заради неспокойствията в Касел, той отива през март 1831 г. в Ханау и оставя на 15 септември 1831 г. управлението на син си Фридрих Вилхелм I.
След смъртта на курфюрстинята Августа на 19 февруари 1841 г. той се жени на 8 юли 1841 г. в Моравия за Емилия Ортлеп. Техният свидетел е австрийският канцлер - княз Метерних. Емилия умира на 12 февруари 1843 г. във Франкфурт на Майн от възпаление на черния дроб. Двамата имат осем деца.
На 28 август 1843 г. той се жени за Каролина фон Берлепш (* 1820; † 21 февруари 1877), която той издига на баронеса и по-късно на графиня фон Берген. Третият му брак е бездетен.
След смъртта му Вилхелм II е погребан в гробницата на църквата Св. Мария в Ханау. Каролина фон Берлепш се омъжва отново във Франкфурт през 1851 г. за граф Карл-Адолф фон Хоентал (1811–1875).